# Зеленоцветна платантера
Зеленоцветна платантера (Platanthera chlorantha) е вид орхидея.

## Описание
Многогодишно тревисто грудково растение с височина 40 – 80 см. Цветовете са зеленикавобели или зеленикавожълти, събрани в рехаво класовидно съцветие
с дължина до 27 см.

## Разпространение
В България се среща в Странджа. Видът не е защитен, но е чувствителен към промените в местообитанието.